# Zagrebačko elektrotehničko poduzeće
Zagrebačko elektrotehničko poduzeće d.d. (ZEP d.d.) dioničko je društvo s djelatnosti u području elektromontaže, proizvodnje i projektiranja sa sjedištem u Zagrebu, na adresi Draškovićeva 54.

## Povijest
Zagrebačko elektrotehničko poduzeće nastalo je udruživanjem više manjih zagrebačkih električarskih poduzeća početkom 1947. godine. Pod imenom Vlado Ćetković registrira se nekoliko mjeseci kasnije. Tek 1991. godine, nakon promjena nastalih stvaranjem države Republike Hrvatske, obavlja pretvorbu titulara vlasništva i vraća ime Zagrebačko elektrotehničko poduzeće. Pri Trgovačkom sudu u Zagrebu, 4. ožujka 1994. godine, registrira se kao dioničko društvo za elektromontažu, proizvodnju i projektiranje.
Poduzeće, osim na lokaciji sjedišta, posluje i na lokaciji Radnička cesta 220 u Zagrebu, gdje se nalaze proizvodni pogoni i servisi.
Od 1947. godine realiziran je niz velikih projekata u Hrvatskoj i inozemstvu.

## Najvažnije djelatnosti

### Elektroinstalacije
- Izvođenje svih vrsta elektromontažnih i instalacijskih radova jake i slabe struje, te gromobrana (instalacije rasvjete, utičnica, priključaka, i elektromotornih pogona u običnoj i "S" izvedbi, telefonske i instalacije dojave požara, protuprovale i videonadzora i dr.)
- Izvedba transformatorskih stanica do 35kV, srednjenaponskog i niskonaponskog razvoda, električnih postrojenja svih vrsta i namjena[3]

### Rasklopni uređaji
Proizvodnja:
- niskonaponskih razvodnih i komandnih ormara
- srednjenaponskih rasklopnih uređaja
- limenih ormara, ploča i kućišta u svim izvedbama
- kabelskih polica s priborom
- gromobranskog pribora[4]

### Elektromehanika
- Proizvodnja transformatora do 50kVA, prigušnica, elektropribora i elektroopreme u protueksplozijskoj zaštiti (transformatori do 50kVA, kabelske utičnice u Exd zaštiti, pokazivači nivoa, razvodne kutije, adapterske priključne kutije)
- Remont, popravak, održavanje i servisiranje električnih strojeva i ostalih elektrotehničkih aparata (rotacionih strojeva standardne i "S" izvedbe, transformatora, cirkulacijskih i dubinskih pumpi, uređaja za zavarivanje, električnih ručnih alata i dr.)[5]

### Tehnička kontrola
- Ispitivanje i izdavanje ispitnih protokola elektroinstalacija, gromobrana, instalacija računalne mreže
- Ispitivanje i izdavanje ispitnih protokola za razvodne uređaje, elektromotore, transformatore i druge električne uređaje
- Ispitivanje elektroinstalacija i uređaja "S" izvedbe s izdavanjem ispitnih protokola[6]

### Projektiranje
- Izrada projekata elektroinstalacija jake i slabe struje, te gromobrana (elektroinstalacija rasvjete, utičnica, priključaka i elektromotornih pogona u običnoj i "S" izvedbi, konstrukcijska razrada razvodnih uređaja, telefonske i instalacije mreže računala, antenske instalacije, instalacije ozvučenja, portafona, bolničke i hotelske signalizacije, dojave požara i dr.)
- Izrada projekata transformatorskih stanica do 35kV, električnih postrojenja niskog i srednjeg napona do 35kV i niskonaponskih mreža 0,4kV
- Izrada dokumentacije za tehnički nadzor, provođenje stručnog nadzora gradnje, nostrifikacija elektroprojekata[7]

## Vanjske poveznice
- Stranica poduzeća zep.hr
- EL KONCEPT d.o.o. za poslovno savjetovanje iz Zagreba: Podaci o poslovanju poduzeća
- CompanyWall Business poslovna platforma za provjeru najznačajnijih finansijskih podataka: Podaci o uspješnom poslovanju poduzeća
- LEXPERA pravne i poslovne informacije d.o.o. Zagreb: Podaci o poslovanju poduzeća